# Burkhard Weisbriach
Burkhard Weisbriach (Castelo de Weisbriach, 1412 - Salzburgo, 16 de fevereiro de 1466) foi um cardeal do século XV.

## Primeiros anos
Nasceu em Castelo de Weisbriach, Villach em 1420/1423. De uma família nobre. Filho de Burkhard II von Weisbriach e Anna von Liechtenstein-Castelkorn. Seu sobrenome também está listado como Weissbriach e Weißpriach.

## Educação
Estudou na Universidade de Viena desde 1437; ele era muito instruído em teologia e direito.

## Vida pregressa
Foi para Roma e foi nomeado protonotário apostólico. Cânone do Capítulo da Catedral Metropolitana de Salzburgo, 1448; seu reitor, 1452. Por volta de 1450, o arcebispo Friedrich Truchsess von Emmerberg confiou-lhe uma delicada missão diplomática de tentar reconciliar o arcebispo e seu cunhado Witowec. Ambos, o Sacro Imperador Romano Frederico III e seu irmão, o Duque Albrecht VI, usaram seus bons serviços em Roma, antes do Papa Nicolau V. Em março de 1459, ele foi enviado como enviado imperial a Siena para parabenizá-lo pelo Papa Pio II por sua eleição ao pontificado. . Interveio no Congresso de Mântua em junho de 1459. Também nesse ano, acompanhou o Arcebispo Sigmund von Volkersdorf de Salzburgo para manter negociações com o Imperador Frederico III.

## Cardinalato
Criado cardeal em segredo no consistório de 5 de março de 1460, celebrado em Siena; publicado em 31 de maio de 1462 em Viterbo com o título de Ss. Nereo ed Achilleo.

## Episcopado
Eleito arcebispo de Salzburgo em 16 de novembro de 1461, pelo voto unânime do capítulo da catedral; o papa confirmou a eleição de 15 de janeiro de 1462 e enviou o pálio três dias depois, em 18 de janeiro; tomou posse em 23 de janeiro de 1462. Consagrado em 9 de maio de 1462, por Ulrich Plankenfels, bispo de Chiemsee. Ele foi o segundo arcebispo de Salzburgo a se tornar cardeal desde a criação de Konrad von Wittelsbach (1177-1183), que foi o primeiro cardeal a residir em uma sé fora de Roma. No verão de 1462, houve uma rebelião dos agricultores nas montanhas, particularmente em Pongau, Pinzgau e Brixental (Tirol), porque o cardeal quadruplicou os seus impostos em alguns casos; os agricultores apresentaram queixas rurais em doze artigos ao parlamento estadual federal de Salzburgo; a solução final do conflito foi alcançada através de uma sentença arbitral do duque Ludwig da Baviera. Não participou do conclave de 1464 , que elegeu o Papa Paulo II. Em 1465 fundou em Mülln uma igreja colegiada com doze canonismos.
Morreu em Salzburgo em 16 de fevereiro de 1466, após longa doença. Enterrado perto do altar de São Ruperto na catedral metropolitana de Salzburgo, que ele doou ricamente